# Hayet Rouini
Hayet Rouini, née le 10 août 1981, est une judokate tunisienne.

## Carrière
Hayet Rouini évolue d'abord dans la catégorie des moins de 48 kg ; elle est médaillée d'or aux Jeux africains de 1999 et aux championnats d'Afrique 2000, médaillée d'argent aux Jeux panarabes de 1997 mais est éliminée au premier tour des Jeux olympiques de 2000 par la Belge Ann Simons.
Dans la catégorie des moins de 52 kg, elle obtient la médaille d'argent aux championnats d'Afrique 2002 et la médaille de bronze aux Jeux de la Francophonie de 2001 et aux championnats d'Afrique 2004.